# David Miller (director)
David Miller (Paterson, Nueva Jersey, 28 de noviembre de 1909-Los Ángeles, 14 de abril de 1992) fue un director de cine estadounidense.

## Biografía
Su primera película fue realizada en 1941, Billy el niño (Billy the Kid, 1941), con Robert Taylor, en colaboración con el director consagrado Frank Borzage. A continuación rodó Tigres del aire (1942), con John Wayne; y otras dos más hasta que hizo Amor en conserva (1949), con los hermanos Marx.
Varios filmes suyos fueron defendidos en su tiempo, y asimismo sucedió luego por obra de un crítico y cineasta como Bertrand Tavernier: Saturday's Hero en 1951 y Miedo súbito en 1952 (con Joan Crawford y Jack Palance.
También destacan Beautiful Stranger (1954), con Ginger Rogers; Astucias de mujer (1956), con Lana Turner; La historia de Esther Costello (1957), con Joan Crawford; Happy Anniversary (1959), con David Niven; Un grito en la niebla (1960), con Doris Day; y La calle de atrás (1961), protagonizada por Susan Hayward. 
Además rodó un western tardío Los valientes andan solos (1962), donde se impuso la presencia del actor y productor en este caso Kirk Douglas. Y fue reconocido y apreciado por el escenógrafo Dalton Trumbo (que le estimó en toda su vida y confió sus trabajos a él). Fue encargado asimismo de dirigir a Burt Lancaster para el film Acción ejecutiva (1973).
Al final de su vida rodó muchas veces para la TV.

## Filmografía
- Billy el niño (1941), con Robert Taylor, Brian Donlevy, Ian Hunter, Mary Howard, Lon Chaney (Jr.) y Gene Lockhart
- Tigres del aire (1942), con John Wayne, John Carroll, Anna Lee, Paul Kelly, Gordon Jones, Mae Clarke y Addison Richards
- Sunday Punch (1942), William Lundigan, Jean Rogers, Dan Dailey, Guy Kibbee, J. Carrol Naish, Connie Gilchrist y Sam Levene
- Top o' the Morning (1949), con Bing Crosby, Ann Blyth, Barry Fitzgerald, Hume Cronyn, Eileen Crowe, John McIntire y Tudor Owen
- Amor en conserva (1949), con los hermanos Marx, e Ilona Massey, Vera-Ellen y Marion Hutton
- Vida de mi vida (1950), con Ann Blyth, Farley Granger, Joan Evans, Jane Wyatt, Ann Dvorak, Donald Cook y Natalie Wood
- Saturday's Hero (1951) con John Derek, Donna Reed, Sidney Blackmer, Alexander Knox, Elliott Lewis, Otto Hulett y Aldo Ray
- Miedo súbito (1952), con Joan Crawford, Jack Palance, Gloria Grahame, Bruce Bennett, Virginia Huston y Mike Connors
- Beautiful Stranger (1954), con Ginger Rogers, Herbert Lom, Stanley Baker, Jacques Bergerac, Margaret Rawlings, Eddie Byrne y Coral Browne
- Astucias de mujer (1956) con Lana Turner, Pedro Armendáriz, Roger Moore, Marisa Pavan, Cedric Hardwicke, Torin Thatcher, Taina Elg
- El sexo opuesto (1956), con June Allyson, Joan Collins, Dolores Gray, Ann Sheridan, Ann Miller, Leslie Nielsen, Jeff Richards
- La historia de Esther Costello (1957) con Joan Crawford, Rossano Brazzi, Heather Sears, Lee Patterson, Ron Randell, Fay Compton y John Loder (rodada en Reino Unido)
- Happy Anniversary (1959), con David Niven, Mitzi Gaynor, Carl Reiner, Loring Smith, Monique van Vooren, Phyllis Povah y Elizabeth Wilson
- Un grito en la niebla (1960), con Doris Day, Rex Harrison, John Gavin, Myrna Loy, Roddy McDowall, Herbert Marshall y Natasha Parry
- La calle de atrás (1961), con Susan Hayward, John Gavin, Vera Miles, Charles Drake y Virginia Grey
- Lonely Are the Brave (1962), con Kirk Douglas, Gena Rowlands, Walter Matthau, Michael Kane, Carroll O'Connor, William Schallert y George Kennedy
- El capitán Newman (1963), con Gregory Peck, Tony Curtis, Angie Dickinson, Eddie Albert, James Gregory, Bethel Leslie y Robert Duvall
- Tráfico ilegal (1968) con Vince Edwards, Judy Geeson, Peter Vaughan, Diana Dors, Michael Bates, Beverly Adams y Patrick Cargill (rodada en el Reino Unido)
- Héroes (1969), con Michael Douglas, Arthur Kennedy, Teresa Wright, John Larch, Charles Drake, Mercer Harris y Deborah Winters
- Acción ejecutiva (1973), con Burt Lancaster, Robert Ryan, John Anderson, Colby Chester, Will Geer, Gilbert Green y Paul Carr
- Bittersweet Love (1976), con Lana Turner, Robert Lansing, Celeste Holm, Robert Alda, Scott Hylands, Meredith Baxter y Gail Strickland